# Bremer Preis für Heimatforschung
Der Bremer Preis für Heimatforschung wird in Bremen durch deren wissenschaftliche Vereine verliehen und im Rahmen einer Veranstaltung der  Wittheit zu Bremen vergeben.

## Geschichte
Zum 90-jährigen Bestehens des Naturwissenschaftlichen Vereins zu Bremen wurde  1954 vom Senat der Freien Hansestadt Bremen der Senatspreis für naturwissenschaftliche Heimatforschung gestiftet. In den 1970er Jahren ist der Preis auf alle Bereiche der Heimatforschung erweitert worden. In dieser Form wurde der Preis bis in die 1990er Jahre vergeben. Die Anzahl der Bewerbungen aus dem Kreis der Laienforschung blieben zunehmend aus. Seit 1996 wurden deshalb keine Preisgelder durch den Senator für Wissenschaft und Kunst bereitgestellt.
Der Naturwissenschaftliche Verein mit den Gesellschaften und Vereinen der Historiker, Vorgeschichtler, Geographen und Volkskundler in Bremen haben sich darauf verständigt, den Bremer Preis für Heimatforschung in eigener Regie gemeinsam wieder zu vergeben, um die wissenschaftliche Beschäftigung mit der Region zu fördern. Dabei sollen Laienforschungen besonders gefördert werden und  Examens-, Diplom- und Magisterarbeiten einbezogen werden, um bei den Hochschulen die Themen der Heimatforschung zu stärken.
Jährlich wird ein Preis von 2400 Euro für eine hervorragende Arbeit aus dem Bereich der naturwissenschaftlichen, kulturwissenschaftlichen oder sozialwissenschaftlichen Heimatforschung vergeben. Die Auswahl unter den eingereichten Arbeiten nimmt ein Ausschuss wahr, der gegebenenfalls weitere Fachgutachter hinzuziehen kann. Die Preisvergabe erfolgt durch die Wittheit zu Bremen.

## Preisträger
Auswahl
- 1970: Horst Gnettner, Pädagoge und Heimatforscher
- 1979: Johanne Lampe, Heimatforscherin
- 1986: Nils Aschenbeck, für eine Arbeit über den Architekten Heinz Stoffregen
- 1999: Harry Schwarzwälder, für eine Arbeit über den Bildhauer Diedrich Samuel Kropp
- 2014: Harry Schwarzwälder, für sein Lebenswerk als „Chronist der Bremer Geschichte“